# Сапожник и Русалка (мультфильм)
«Сапожник и русалка» — советский мультипликационный фильм для взрослых, снятый Валерием Угаровым в 1989 году. По мотивам рассказа А. Н. Толстого «Терентий Генералов» (1911).

## Сюжет
О сапожнике, который влюбился в изображённую на картине русалку. Влюбившись, он перестал работать и оставил город без сапог, чем навлёк на себя ненависть соседей. Но русалка оказалась живой и улетя с картины разрушает дома соседей. А затем ныряет в озеро. Сапожник расстроенный этим топится падая в озеро. После этого он появляется в озере вместе с русалкой после чего уезжает на коне. А соседи получают детей русалки в виде женщин.

## Съёмочная группа
| автор сценария и кинорежиссёр | Валерий Угаров                            |
| художники-постановщики        | Лев Евзович, Игорь Олейников              |
| композитор                    | Андрей Леденёв                            |
| кинооператор                  | Валерий Струков                           |
| звукооператор                 | Владимир Кутузов                          |
| монтажёр                      | Маргарита Михеева                         |
| аниматоры                     | Валерий Угаров, Юрий Кулаков              |
| художники                     | Е. Цанева, А. Вронская, Виктор Чугуевский |
| запись шумов и музыки         | Геннадий Папин                            |
| редактор                      | Елена Никиткина                           |
| директор картины              | Т. Зозуля                                 |

## О мультфильме
Затем были мистическая история «Наваждение Родамуса Кверка» (1983); трогательная биографическая лента о художнике Юло Соостере «Школа изящных искусств. Пейзаж с можжевельником» (1987), снятая с Андреем Хржановским; экранизация рассказа Алексея Толстого «Терентий Генералов» — «Сапожник и русалка» (1989); кельтская сказка «В поисках Олуэн» (1990).— Сергей Капков «Валерий Угаров»